# 대전노은중학교
대전노은중학교(大田老隱中學校)는 대한민국 대전광역시 유성구 노은동에 있는 공립 중학교이다.

## 학교 연혁
- 2002년 2월 25일 : 대전노은중학교 설립 인가 (13학급)
- 2002년 3월 1일 : 32학급 인가
- 2002년 3월 4일 : 제1회 입학식(416명)
- 2023년 12월 28일 : 제22회 졸업식 (295명, 총 6,616명)
- 2024년 3월 4일 : 제10대 김윤희 교장 부임
- 2024년 3월 4일 : 제23회 입학식 (288명)

## 참고 자료
- 대전노은중학교 - 한국교육학술정보원 학교알리미